# Буланди
Буланди́ (каз. Бұланды) — село у складі району Біржан-сала Акмолинської області Казахстану. Входить до складу Макинського сільського округу.
Населення — 267 осіб (2021; 239 у 2009, 419 у 1999, 409 у 1989).
Національний склад станом на 1989 рік:
- казахи — 37 %;
- росіяни — 37 %.

У радянські часи село називалось Жалайир.